# میرزالو
میرزالو یک روستا در ایران است که در دهستان درام واقع شده‌است. میرزالو ۱۷۸ نفر جمعیت دارد.